# 3835 Korolenko

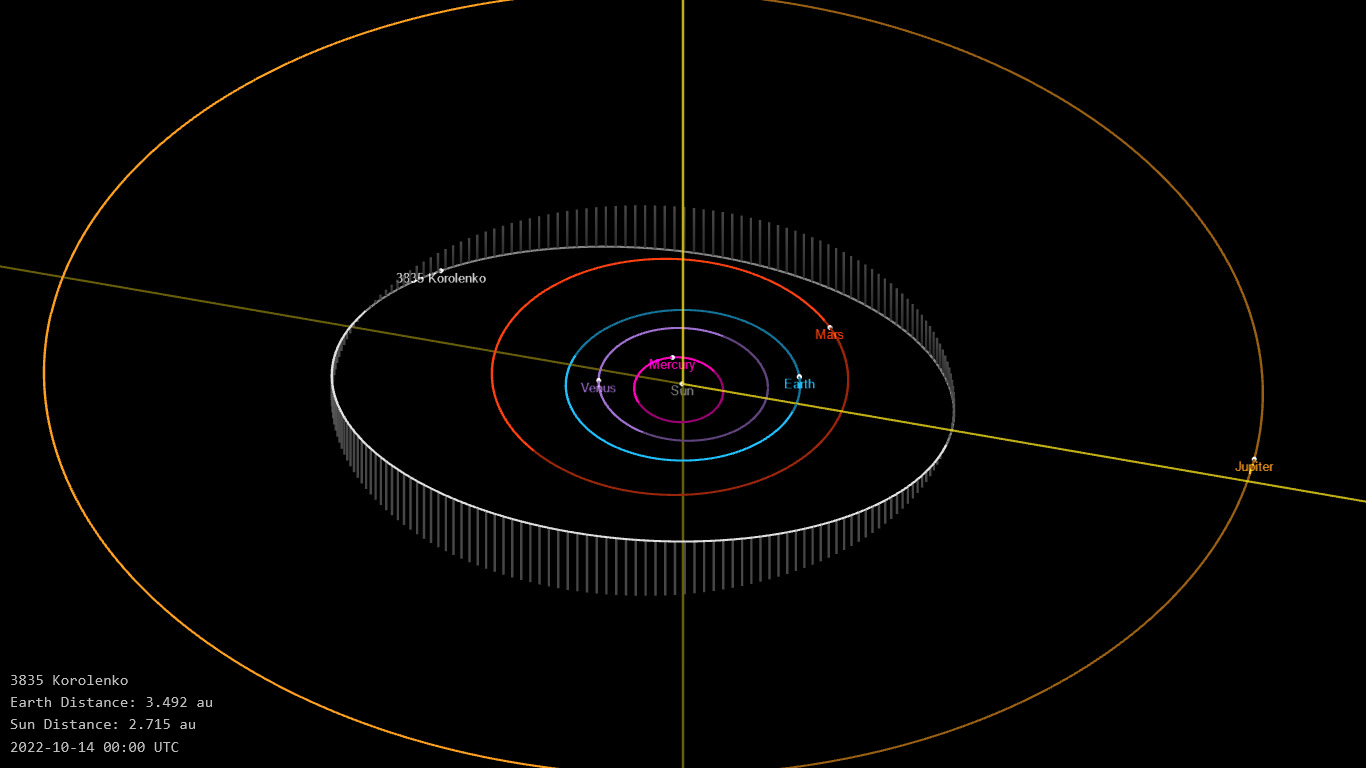
Omloppsbanan för 3835 Korolenko.

3835 Korolenko eller 1977 SD3 är en asteroid i huvudbältet som upptäcktes den 23 september 1977 av den rysk-sovjetiske astronomen Nikolaj Tjernych vid Krims astrofysiska observatorium på Krim. Den har fått sitt namn efter den ryske författaren Vladimir Korolenko.
Asteroiden har en diameter på ungefär nio kilometer och den tillhör asteroidgruppen Eunomia.